# Izrael na Mistrzostwach Świata w Lekkoatletyce 2015
Izrael na Mistrzostwach Świata w Lekkoatletyce 2015 – reprezentacja Izraela podczas Mistrzostw Świata w Pekinie liczyła 5 zawodników, którzy zdobyli jeden srebrny medal.

## Występy reprezentantów Izraela

### Mężczyźni

#### Konkurencje biegowe
| Konkurencja   | Zawodnik       | Runda 1  | Runda 1 | Półfinał | Półfinał | Finał    | Finał   |
| Konkurencja   | Zawodnik       | Rezultat | Pozycja | Rezultat | Pozycja  | Rezultat | Pozycja |
| ------------- | -------------- | -------- | ------- | -------- | -------- | -------- | ------- |
| Bieg na 400 m | Donald Sanford | DNS      | DNS     | NQ       | NQ       | NQ       | NQ      |

#### Konkurencje techniczne
| Konkurencja | Zawodnik        | Eliminacje | Eliminacje | Finał    | Finał   |
| Konkurencja | Zawodnik        | Rezultat   | Pozycja    | Rezultat | Pozycja |
| ----------- | --------------- | ---------- | ---------- | -------- | ------- |
| Skok wzwyż  | Dmitriy Kroyter | 2,22       | 33.        | NQ       | NQ      |

### Kobiety

#### Konkurencje biegowe
| Konkurencja   | Zawodniczka  | Runda 1  | Runda 1 | Półfinał | Półfinał | Finał    | Finał   |
| Konkurencja   | Zawodniczka  | Rezultat | Pozycja | Rezultat | Pozycja  | Rezultat | Pozycja |
| ------------- | ------------ | -------- | ------- | -------- | -------- | -------- | ------- |
| Bieg na 200 m | Olga Lenskiy | 23,63    | 46.     | NQ       | NQ       | NQ       | NQ      |

#### Konkurencje techniczne
| Konkurencja    | Zawodniczka             | Eliminacje | Eliminacje | Finał      | Finał   |
| Konkurencja    | Zawodniczka             | Rezultat   | Pozycja    | Rezultat   | Pozycja |
| -------------- | ----------------------- | ---------- | ---------- | ---------- | ------- |
| Trójskok       | Hanna Kniaziewa-Minenko | 14,27      | 5. Q       | 14,78 (NR) | srebro  |
| Rzut oszczepem | Marharyta Dorożon       | 61,04      | 16.        | NQ         | NQ      |